# Петровский (Красноармейский район)
Петро́вский — посёлок в Красноармейского района Челябинской области России. Административный центр Озёрного сельского поселения.

## История
Посёлок основан 29 июня (по старому стилю) 1829 г,. в Петров день, как станица Петровская 1-го казачьего кантона Оренбургского казачьего войска, на почтовом тракте из Челябинска в Шадринск. Факт основания станицы Петровской подтверждает сохранившийся документ:
«Ревизская сказка одна тысяча восемьсот тридцать четвертого года апреля девятого дня Оренбургской губернии Челябинского уезда 1-го казачьего кантона вновь заселенной в 1829 году Петровской станицы из станицы Челябинской»
Среди первопоселенцев значились командир Петровской станицей, зауряд-сотник Тимофей Трофимов Иевлев, 35 лет, урядники Николай Степанов Казанцов, 45 лет, Иван Михайлов Смолин, 26 лет и 48 человек отставных и служащих казаков, их жены и дети, всего 199 человек, из них лиц мужского пола 99 человек, женского пола 100 человек. Кроме упомянутых Иевлевых, Казанцовых, Смолиных в ревизской сказке перечислены  фамилии: Коркины, Пастуховы, Бутаковы, Мысовы, Пинигины, Заварухины, Спицыны, Куликовы, Горбуновы, Смирных, Соколовы, Беляевы, Максимовы, Шелеховы, Скриповы, Колбины, Ильиных.
Петровский станичный юрт как самостоятельная административная единица существовал с 1829 до 1868 года.  В Списке населенных мест Оренбургской губернии от 1866 г. находим запись: «Петровская, станица казачья, при озере втором Горьком. Расстояние до уездного города 16 верст. Число дворов 68, жителей мужского пола 152 чел., женского 141, имеется часовня, почтовая станция.»  К станице Петровской относились посёлки Коноваловский, Чуриловский, Круглянский, Мало-Баландинский, Сычёвский, Прохоровский.
В 1868 году, в результате административной реформы в Оренбургском казачьем войске, земли Петровской станицы вошли в состав Миасской (посёлки Петровский, Сычёвский и Мало-Баландинский), Челябинской (посёлки Коноваловский, Чуриловский и Круглянский) и Долгодеревенской (посёлок Прохоровский) станиц. Петровка  оставалась в составе Миасского станичного юрта  до 1918 года. С 1918 по 1922 годы посёлок входил в состав Челябинской станицы.
С момента основания казачье население Петровки делилось на представителей официального православия и старообрядцев поморского согласия. Иван Михайлович Смолин, один из основателей станицы был главой и духовным наставником всей общины старообрядцев поморского согласия г. Челябинска и окрестных казачьих посёлков.
«Как явствует из доклада, составленного духовенством Христорождественского собора, начало распространению поморского согласия в соборном приходе положил “бывший Петровского посёлка урядник Иван Михайлович Смолин, а с его смертью наставническое  место занял “урядник деревни Шершневой Константин Саввин Беляев». (В.С. Боже «Старообрядцы»)
Петровка была своеобразным анклавом старой веры к востоку от Челябинска. Поморское согласие толк беспоповский, религиозной жизнью поморской общины посёлка руководил мирской глава — духовный наставник. Он проводил религиозные обряды, таинства (крещение, венчание, причастие  и т. п.) совместно с помощниками из числа наиболее уважаемых членов общины. Службы проходили в молельном доме. В 40-е годы XIX века молельня поморцев находилась недалеко от современного дома культуры. В процентном соотношении в 1912 г. православные казаки составляли 62,5 % от общего количества населения, а казаки-старообрядцы 37,5 %. Постепенно количество поморцев сокращалось в пользу официального православия. Старую веру  в Петровском исповедовали казачьи семьи Смолиных, Зубаревых, Беляевых, Бердюгиных, Колбиных, некоторые семьи Казанцевых и Иевлевых.
Духовными наставниками петровской  общины поморского согласия до 1930 г. были Дмитрий Александрович Смолин и Леонтий Афанасьевич Казанцев, после 1930 г. и до 1950-х годов — Ефрем Васильевич Смолин. После смерти Е. В. Смолина старшим в поморской общине был Андриян Ипатович Казанцев. Со смертью в 1990-е годы последних последователей древлеправославной веры, живая традиция поморского согласия в п. Петровском прервалась.
Центром православной жизни посёлка являлся храм Петра и Павла
Петро-Павловская церковь, пос. Петровский, Челябинский уезд, Челябинский округ . Церковь построена в 1894 г. тщанием прихожан. Зданием деревянная с такой же колокольней и оградой. Престолов один во имя Первоверховных Апостолов Петра и Павла.Утварью и ризницей достаточна. Штат: 1 священник, 1 псаломщик. Церковный староста казак Владимир Федорович Мысов с 2 марта 1908 г. Земли усадебной с погостом 40 кв. саж., пахотной 28 дес, сенокосной 272 дес, земля в 42 верстах, усадебная в ½ версты. Всего 300 дес 40 кв. саж. Качество земли: песчанно-глинистая и годна только для пастбища. Средний доход от земли: 200 руб. (1916, 1913, 1914, 1912), 350 руб. (1910).Священник в общественном, псаломщик в церковном оба малоудобны (1907), домов для причта нет, священник в собственном доме, псаломщик в наемной квартире на свои средства (1903).Дом просвирни деревянный и деревянная строжка и амбар.Расстояние до консистории 825в., благочинного в пос. Баландинском 20 в., в Челябинске 17 в.Ближайшие церкви: Челябинск, ст. Миасская, пос. Севастьяновский все в 17 верстах.Приписанные церкви , часовни: деревянные в пос. Тугайкульском Покровская в 8 в., в пос. Сычевском Св. Муч. Параскевы-Пятницы в 7 в. и две каменных: на пути в Челябинск Пророко-Ильинская в 6 в., в пос. Коноваловском Св. Вел. Муч. Георгия Победоносца в 4 в. Библиотека: 25 томов.[1]:
Священнослужители Петро-Павловской церкви п. Петровского:
1. Афанасьев Иларий Христофорович (1870 — ?), священник. Сын священника Самарской епархии.
2. Иванов Сергей Аристархович (1887 — 29.04.1967, г. Куса), священник. Из обывателей.
3. Надеждин Александр Алексеевич (1883 — ?), священник. Сын псаломщика.
4.Колокольцов Виталий Иванович (1855 — ?), священник. Сын священника.
5.Подъячев Леонид Иванович, священник.
6.Протасов Александр Николаевич (1870 — ?), диакон, псаломщик. Сын умершего диакона.
7.Бутюгин Николай Дмитриевич (1888 или 1887 — ?), псаломщик. Сын крестьянина.
8.Лушников Максим Иванович (1882 — ?), псаломщик, из крестьян.
9.Протасов Василий Александрович (1895 — ?), псаломщик. Сын умершего диакона Петровского прихода Челябинского округа.
Церковь деревянная, одноглавая, одноэтажная, отапливаемая в холодное время чугунной печью. Количество окон: десять, зарешечены. В храме было два входа. Церковная глава крыта железом, крест железный. Колокольня деревянная, колоколов 5 штук. В храме имелось 30 икон, из них, 14 больших и 16 малых. Церковь была обнесена деревянной оградой.
Богослужения в Петропавловской церкви проводились до начала 1930-х годов, после чего храм закрыли и превратили в склад. В годы Великой Отечественной войны из-за некоторого потепления отношений советской власти и церкви служба в храме  возобновлялась, но после войны церковь снова была закрыта окончательно. В 1958 году храм разобрали.
Издавна главным делом в жизни казаков была военная служба. Посёлок Петровский как и весь Миасский станичный юрт относился к 1-му полковому округу 3-го (Троицкого) отдела Оренбургского казачьего войска. Казаки посёлка принимали участие во многих войнах, которые вела Российская империя. На памятнике казакам Миасской станицы-участникам Русско-японской войны 1904-1905 г.г. в селе Миасском есть имена петровских  казаков Якова Филипповича Смолина (погиб) и Степана Гавриловича Казанцева (вернулся живым).
Примерно половина  казаков посёлка  воевали в составе 11-го Оренбургского казачьего  полка 2-й бригады 1-й Оренбургской казачьей дивизии:
1. Казанцев Кирилл Михайлович, рядовой казак, ранен/контужен, выбыл 04.02.1915 (данные из лазарета), Георгиевский крест 4-й степени.
2. Бутаков Никифор Михайлович, Георгиевская медаль 4-й степени.
3. Смолин Василий Ефремович, приказный, ранен/контужен в бою у с. Трыстень. Выбыл 04.06.1916 передовой перевязочный пункт 39-го  кавалерийского корпуса.
4. Смолин Николай Иванович, вахмистр, пропал без вести 01.02.1915 года.
5. Шелехов Дмитрий Тимофеевич, рядовой казак, уроженец посёлка Петровского, житель выселка Ново-Петровского. Георгиевский крест 4-й степени, убит 04.06.1916 г. в бою у с. Трыстень в Галиции.
6. Мысов Иван Владимирович, рядовой казак, ранен 13 07. 1915 года.
Ряд петровских казаков воевал в  составе других воинских подразделений:
1. Казанцев Иван Андреевич, рядовой казак 3- го Оренбургского казачьего Уфимско-Самарского полка, ранен 23.09. 1914 г. под с. Плотыч в Галиции.
2. Казанцев Иван Афанасьевич, рядовой казак 3- го Оренбургского казачьего Уфимско-Самарского полка
3. Казанцев Артемий Михеевич, нёс службу в должности ветеринарного фельдшера 17-го Оренбургского казачьего полка, затем  32-й отдельной Оренбургской казачьей сотни, награждён Георгиевским крестом 4-й степени. 21 июля 1915 г. у дер. Соболево контужен в правый бок.
4. Казанцев Павел Михеевич 1885 г.р., казак 27- ой Особой конной Оренбургской казачьей сотни. Пулевое ранение левого бедра 17 июня 1915 г. в бою у г. Замостье в Польше. Помещён в лазарет № 4 г. Пензы.
5. Беляев Евстигней Алексеевич, лейб-гвардии приказный, трижды георгиевский кавалер, награждён  Георгиевским крестом 2-й, 3-й и 4-й степени,2-я Оренбургская  казачья сотня Лейб-гвардии Сводно-казачьего полка. 26 октября 1915 г. Великим князем Георгием Михайловичем Романовым награждён Георгиевскими крестами 2-й и 3-й степени.
6. Мысов Михаил Михеевич, лейб-гвардии урядник, трижды георгиевский кавалер, награждён Георгиевским крестом  2-й, 3-й и 4-й степени, 2-я Оренбургская  казачья сотня Лейб-гвардии Сводно-казачьего полка.
7. Смолин Яков Григорьевич, место службы: 28-я  Оренбургская  казачья конная сотня, рядовой казак, в 1917 г.  умер от болезни, вызванной ранением в голову. Точная дата смерти не известна.
8. Смолин Сергей Васильевич, казак 17-го Оренбургского казачьего полка, ранен 27 августа 1914 г. в конной атаке у с. Драганы.
Место службы некоторых казаков посёлка- участников Первой мировой пока неизвестно:
1. Коркин Поликарп Сергеевич, старший урядник, георгиевский кавалер, полковой трубач.
2. Пиньгин Николай Николаевич, рядовой казак, георгиевский кавалер.
3. Казанцев Нефед Гаврилович, рядовой казак.
4. Казанцев Степан Гаврилович, приказный.
5. Казанцев Павел Андреевич, казачий офицер.
6. Смолин Дмитрий Иванович, чин неизвестен, погиб на германском фронте.
Жители п. Петровского, разночинцы, участники Первой мировой войны:
1. Николай Гаврилович Ерохин, убит.
2. Павел Григорьевич Бабин, без вести пропал
3. Григорий Фёдорович Кошкаров, без вести пропал.
Годы революций и Гражданской войны явились тяжким испытанием для жителей Петровки. Советская власть в посёлке установилась в конце 1917 г. Был образован поселковый совет депутатов. Первым его председателем стал Поликарп Сергеевич Коркин.
В июне 1918 года Петровский посёлок, тогда уже относившийся к Челябинской станице, стал одним из центров антибольшевистского сопротивления.
«Тогда же в Челябинске и его окрестностях по инициативе есаула А. В. Смирных началось формирование казачьих сотен. Одними из первых взялись за оружие  казаки Петровского посёлка Челябинской станицы. Ими была организована Петровская сотня, которую возглавил хорунжий С. И. Вдовин».
По прибытии из Челябинска в Петровский  полковника Н. Г. Смирнова, подъесаула Н. А. Слотина, хорунжего С. И. Вдовина у здания поселкового правления был организован общий сбор казаков и начата запись в добровольческую Особую Петровскую казачью сотню. Далеко не все казаки посёлка вступали в сотню добровольно. Некоторые относились к советской власти сочувственно, прежде всего бедные и часть середняков, а также  многие фронтовики, недавно вернувшиеся с полей сражений Первой мировой войны. Особенно поддерживали советскую власть те казаки, кому приходилось работать на угольных шахтах, много общаться с рабочими Челябкопей. Сторонниками большевиков были казаки Поликарп Сергеевич Коркин, Михаил Ефремович Беляев, Василий Иванович Шелехов, Матвей Павлович Казанцев  и  другие. Активно поддерживали большевиков иногородние жители посёлка: батраки и крестьяне-бедняки Николай Никонович Сметанин, Захар Дмитриевич Катков, Степан Иванович Шубин. Против советской власти выступали, прежде всего, старики-казаки, зажиточное казачество и ряд середняков. Антибольшевистские настроения особенно остро были выражены в среде старообрядцев, где борьба с большевиками приобретала, зачастую, религиозный оттенок.
Вахмистр Дмитрий Александрович Смолин, бывший атаман п. Петровского и судья Миасской станицы, наставник поморской старообрядческой  общины посёлка, был главным организатором Особой Петровской сотни. Активными сторонниками вооружённой борьбы с большевиками выступили  его брат Анистифор Александрович, тоже бывший поселковый  атаман, Кондратий Абрамович Зубарев, Леонтий Афанасьевич Казанцев и другие. В середине июня Особая Петровская казачья сотня вошла в состав сводного (Султаевского) отряда,  состоявшего из офицеров так называемого Народного полка, чехословацких легионеров и казаков Челябинской округи, получившего задачу взять Екатеринбург. Численность отряда: 900 штыков и сабель. Чтобы продвинуться далее к Екатеринбургу, белым необходимо было овладеть важнейшей переправой через реку Течу — Надыровым мостом, расположенным у одноименной деревни. Бой за переправу длился несколько дней. 9 июня белочехи и офицеры предприняли попытку с ходу захватить мост и переправиться на северный берег Течи, но попытка не удалась, наступление захлебнулось. 15 июня 1918 года. Вдовин с полусотней петровских казаков (52 человека) переправляется на конях через реку,  восточнее Надырова моста, в окрестностях башкирской деревни Надырово и нанёс удар с севера по позициям красных, отбив у них  один пулемёт, в надежде что будет поддержан наступлением офицерского отряда с фронта. Но офицеры не спешили прийти  на помощь петровским казакам.
«С 12 казаками он остался у пулемета и, несмотря на огонь, вывез его из кольца. В ходе рукопашной схватки Вдовин получил удар прикладом и рану в грудь навылет. Результатом атаки стало отступление красных на 20 верст, что значительно облегчило бои за переправу «Надыров мост».
Красноармейцы,  имея численный перевес противника и видя угрозу окружения, вынуждены были отступить в направлении села Куяш. При отступлении красными был убит взятый в плен петровский казак Степан Гаврилович Казанцев, участник Русско-японской и Первой мировой воин.
В этом бою Петровская сотня понесла очень тяжёлые потери. Точное количество погибших  петровских казаков  не известно. По приблизительной оценке от 41 до 50 человек.
Большая часть петровских казаков  в 1918—1919 гг. воевала в  вооружённых силах адмирала Колчака, в составе 11-го  и 17-го Оренбургских  казачьих полков. Многие из них, участники Великого Сибирского ледяного похода. Андриян Ипатович Казанцев, Андрей Дмитриевич Смолин служили в 11-м полку. Оба отступали до Красноярска, домой вернулись в 1920 г. Василий Владимирович Мысов, рядовой казак,  служил в 17-м Оренбургском казачьем полку, в сотне, которой командовал  казачий офицер Н .П. Пономарев, отступал до Красноярска, домой вернулся в 1920 году. Брат его, Степан  Владимирович Мысов, по-видимому тоже служивший в этом полку, отступал дальше, до Китая, вернулся на Родину в 1921 году. В одном из полков служили Павел Андреевич, Нефёд Гаврилович, Иван Самойлович, Николай Казанцевы, Иван Сергеевич и Иван Иванович Коркины  и другие казаки.
Несколько петровских казаков в июле 1918 г. были мобилизованы в Отдельную дивизию атамана Б.А. Анненкова. В 1-м Оренбургском полку, входившем в дивизию служили Петр Анистифорович Смолин, Иван Иванович  и  Леонтий Афанасьевич Казанцевы. Подхорунжий Леонтий Казанцев был командиром одной из сотен полка. Все они, кроме П.А. Смолина,  отступили в Китай и вернулись на Родину только в 1923 году. Елисей Анистифорович Смолин служил денщиком у командира Лейб-Атаманского полка Размазина Николая Ивановича, тогда  есаула, затем войскового старшины, с 1922 г. полковника. Н. И. Размазин, видная фигура белого движения в Средней Азии  и на Дальнем Востоке. Вместе с Н. И. Размазиным  Елисей оказался  в Китае, в Маньчжурии. В 1922 году скорее всего участвовал в последних боях с Красной армией в Приморье, в Петровку вернулся в 1924 г.
После свержения советской власти  атаманом посёлка Петровского был казачий офицер Максим Степанович Бердюгин, по другим сведениям он был в этот период атаманом станицы Миасской.
С  конца мая 1918 года до конца июля 1919 года посёлок Петровский, как и вся Челябинская округа, был под властью белых. На современной улице Пушкина был постоялый двор, в котором со слов старожилов в Гражданскую войну квартировали белогвардейцы. Хозяином этого постоялого двора был Кондратий Абрамович Зубарев. В посёлке Петровском, во время Челябинского сражения 25-31 июля 1919 г. присутствовали сам командующий Западной армией войск адмирала Колчака, генерал-лейтенант Константин Вячеславович Сахаров, а также начальник Челябинского гарнизона и контрразведки города, полковник Сорочинский, известный своей жестокостью.  В Петровке находились позиции 21-го  Челябинского и 22-го Златоустовского полков 6-й Уральской дивизии горных стрелков Западной армии адмирала  Колчака. Это известно из воспоминаний бывшего прапорщика  22-го  Златоустовского  полка  М. В.  Белюшина.  
Окопы сохранились до 1950-х годов и располагались на пустыре восточнее  церкви. Позднее на месте окопов  построены колхозные склады и скотобойня.
Из воспоминаний М .В. Белюшина известно, что артиллерийский  огонь по наступавшим красноармейцам вела Уральская отдельная лёгкая батарея.
По рассказу старожилов, одно из орудий стояло на заднем дворе дома  казака К. А. Зубарева. Красная артиллерия вела ответный огонь по позициям белых. От разорвавшихся снарядов страдал не только противник, но и мирные граждане, их дома и имущество.
На посёлок  Петровский с юго-западного направления, от  посёлка Коноваловского и западного направления от посёлка Круглянского  вели наступление 233-й  Казанский  и  234-й Маловишерский  полки 26-й  дивизии  5-й армии  красных, которые заняли посёлок 1 августа 1919 года, выбив белых в ходе ожесточённых боев. С отступающей белой армией в Сибирь ушли многие казаки посёлка.
После отступления колчаковских  войск в Сибирь и окончательного установления советской власти, на территории Челябинского уезда согласно директиве Совнаркома началось расказачивание. Казачество как особое сословие было ликвидировано, все казаки стали  официально числится крестьянами, станицы и посёлки  стали сёлами и деревнями.
В середине августа 1919 г. повсеместно созданы временные органы власти — революционные комитеты. Первым председателем Петровского поселкового ревкома был назначен  Поликарп Сергеевич Коркин, товарищем председателя — Василий Иванович Шелехов, секретарём ревкома –- Леонид Николаевич Протасов, выходец из духовного сословия. После П.С. Коркина, с 28 октября 1919 г. председателем был Михаил Ефремович Беляев, из старообрядцев, который председательствовал вплоть до ликвидации ревкома и создания поселкового исполнительного комитета в  декабре 1919 г. С установлением советской власти многие жители Петровки были мобилизованы в Красную армию, в том числе и те, кто успел послужить в армии Колчака, а таких среди казаков  было большинство.
В 1921 г. был страшный голод.
Активные  контрреволюционеры и организаторы  Особой Петровской сотни братья  Дмитрий и  Анистифор Смолины, Кондратий Зубарев, Леонтий Казанцев и Максим Бердюгин пережили лихую годину Гражданской войны, в годы НЭПа, после разорительной  продразверстки и послевоенного голода,  они смогли восстановить свои хозяйства практически в дореволюционных масштабах. Кроме вышеупомянутых к зажиточным жителям Петровки, имевшим земельные наделы свыше 20 десятин,  относились церковный староста Владимир Фёдорович Мысов, владелец кузницы Иван Козьмич Пиньгин, Никита Васильевич Смолин, Андрей Иванович  Казанцев, Фрол Михайлович Кащеев, Гавриил Ипатович Казанцев, Миней Ефремович Беляев, Иван Никонович Иевлев, Гавриил Игнатьевич Казанцев, Борис Сергеевич Коркин, Алексей Ефремович Беляев, Пантелеймон Яковлевич Коркин, Александр Андреевич Пастухов, Сергей Филиппович Заплатин, Анна Михайловна Севостьянова,  Павел Андреевич Соколов, Михаил Михеевич Мысов, Иван Сергеевич Коркин, Макарий Самойлович Казанцев, Николай Евгеньевич Смолин, Василий Александрович Протасов, Василий Дмитриевич  Яблоков, Михаил Никифорович и Нестер Никифорович Степановы. Большая часть перечисленных — казаки, один представитель духовенства В.А. Протасов  и лишь трое последних это крестьяне, выходцы из так называемых «иногородних», до революции не имевшие собственных земельных наделов на территории Оренбургского казачьего войска.  При изучении списков плательщиков сельхозналога по посёлкам Петровскому и Чуриловскому стало ясно, что в начале-середине 1920-х годов состав населения изменился незначительно. По-прежнему «пришлые» составляли меньшинство населения, а казаки — большинство. В Петровке из 118 домохозяев, только 10 были «пришлыми». В Чурилово из 45 домохозяев лишь 5 человек с некоренными фамилиями. Ситуация резко изменилась не в пользу казачества после коллективизации и первой волны репрессий.
В 1920-е годы председателями сельского совета и различных комиссий и комитетов, организуемых жителями посёлка, становились люди далеко небедные: Никита Смолин, Антон Пастухов, Василий Яблоков, Владимир Мысов и т.д., бедноту в органы местного самоуправления допускали очень не охотно. В созданном комитете бедноты, или как он правильно стал называться после 1919 г. сельском крестьянском комитете состояли, в основном, пришлые крестьяне и бывшие батраки, а также казачки, вдовы и те, чьи мужья ушли с белыми и числились без вести пропавшими. С 1926 по 1927 годы в селькресткоме председательствовал Пётр Анистифорович Смолин.
Петровский сельский совет был создан в начале 1920-х годов. В конце 1920-х годов в состав сельсовета входили:
1)    Посёлок Петровский. Число хозяйств: 153, число жителей: 659, русские — 658 чел., татары —1 чел.
2)     Посёлок Коноваловский (Коновалово). Число хозяйств:102, число жителей:46, русские — 448 чел., татары — 10 чел
3)    Посёлок Круглянский (Круглое). Число хозяйств: 88, число жителей: 364 чел., русские — 348 чел., татары — 8 чел.
4)     Посёлок Чуриловский (Чурилово). Число хозяйств: 37. Число жителей: 178 чел., русские —174 чел., украинцы — 4 чел.
5)    Железнодорожный разъезд Потанино, 15-й км. Число хозяйств: 36. Число жителей:147 чел., русские —132 чел., белорусы — 7 чел.
6)    Железнодорожный разъезд Чурилово, 9-й км. Число хозяйств: 35. Число жителей: 142 чел., русские —111 чел., белорусы — 20 чел.
7)    Железнодорожный разъезд Козырево. Число хозяйств: 24. Число жителей: 100 чел., русские — 95 чел., белорусы — 5 чел.
8)    Хутор Пчелина 1-й. Число хозяйств: 1. Число жителей: 8 чел., русские — 8 чел.
9)    Хутор Пчелина 2-й. Число хозяйств: 2. Число жителей: 12 чел, русские —12 чел.
10)  Хутор Вишнякова. Число хозяйств: 4. Число жителей: 21 чел., русские — 21 чел.
11)  Хутор Пауль и Разумовой. Число хозяйств: 2, число жителей: 18 чел., русские —11 чел., немцы — 7 чел..
До 1922 г. Петровка входила в состав Челябинской станицы Челябинского уезда Оренбургской (с 1919 г Челябинской) губернии. В 1922 г. Челябинская станица как административная единица ликвидирована, создана Челябинская волость. С 1923 г. по 1934 г. посёлок Петровский входил в состав Челябинского  района Челябинского округа Уральской области. С 1934 по 1941 годы Петровка относилась к Сосновскому району Челябинской области.
В 1941 г. посёлок вошёл в состав Красноармейского района Челябинской области.
В 1929 году по всей стране началась коллективизация, создавались колхозы. В Петровке создан колхоз «Красная армия», в Коновалове — «Красный партизан», в Чурилове — «Красная долина». Одновременно с коллективизацией в 1930 г. началась первая волна массовых репрессий.
ОГПУ. Дело № 39/3403 По обвинению группы кулаков пос. Петровского, того же с/с Челябинского района и округа: 1) Смолина Д.А.,2) Смолина Е.А.,3) Смолина А.Д.,4) Казанцева Л.А., 5) Казанцева И.И., 6) Казанцева М.А., 7) Зубарева К.А. Начато 5 февраля 1930 г., окончено 20 марта 1930 г. На 79 листах .
По этому делу были осуждены активные контрреволюционеры и организаторы Петровской добровольческой казачьей сотни, трое из них расстреляны, трое приговорены к отбытию наказания в лагерях, К.А. Зубарев по невыясненным обстоятельствам сумел избежать наказания и был осуждён по другому делу  в 1937 г. вместе с сыном.

##### Репрессированные жители пос. Петровского
Беляев Абрам Ефремович.
1883 года рождения, место рождения: Челябинская обл., Сосновский район, с. Петровка, русский, партийность: беспартийный, образование: малограмотный, социальное происхождение из крестьян, проживал в Челябинской обл., Сосновском районе, с. Петровка, работал в колхозе «Красная Армия», колхозник, арестован 14.08.1937 года, номер статьи УК РСФСР: 58-10 ч. 1, каким органом осуждён: тройка УНКВД СССР по Челябинской области, мера наказания: 10 лет ИТЛ, дата реабилитации: 30.10.1998 года (ГУ ОГАЧО. Фонд - Р-467. Опись - 3. Дело - 2859).
Бердюгин Степан Иванович
1850 г.р., место рождения - Челябинская обл., с. Петровское, русский, партийность - б/п, образование - сельская школа, социальное происхождение - из казаков, проживал - Челябинская обл., с. Петровское, работал - крестьянин-единоличник, арестован - 12.08.1920, осужден - 22.11.1920, номер статьи УК РСФСР - контрреволюционная деятельность, каким органом осужден - Постановление Челябинской губернской Чрезвычайной комиссии по борьбе с контрреволюцией и саботажем, мера наказания - 2 года л/св. (ГУ ОГАЧО. Фонд - Р-467. Опись - 3. Дело - 2978).
Зубарев Евстафий Кондратьевич
1899 г.р., место рождения - Челябинская обл., Сосновский район, с.Петровское, русский, партийность - б/п, образование - среднее, социальное происхождение - из крестьян (кулаков), проживал - Челябинская обл., г. Челябинск, работал - спортивно-охотничий комитет, мастер, арестован - 26.11.1937, осужден - 08.12.1937, номер статьи УК РСФСР - 58-2; 59-9; 58-11, каким органом осужден - Тройка УНКВД СССР по Челябинской области, мера наказания - 10 лет ИТЛ, дата реабилитации - 04.07.1956 (ГУ ОГАЧО. Фонд - Р- 467. Опись - 3. Дело - 236,262).
Зубарев Кондратий Абрамович
1875 г.р., место рождения - Челябинская обл., Сосновский район, п. Полетаево 2-е, русский, партийность - б/п, образование - начальное, социальное происхождение - из крестьян (кулаков), проживал - Челябинская обл., Сосновский район, с. Петровское, работал - Челябинский молококомбинат, слесарь, арестован - 29.10.1937, осужден - 02.12.1937, номер статьи УК РСФСР - 58-2; 58-10; 58-11, каким органом осужден - Тройка УНКВД СССР по Челябинской области, мера наказания - ВМН, дата расстрела - 22.12.1937 , дата реабилитации - 04.07.1956 (ГУ ОГАЧО. Фонд - Р-467. Опись - 3. Дело - 252, 262).
Казанцев Андриян Ипатович
1890 г.р., место рождения - Уральская обл., Челябинский район, с. Петровское, русский, проживал - Челябинская обл., Сосновский район, с. Петровка, работал - райисполком, конюх, арестован - 11.11.1939, осужден - 28.01.1940, мера наказания - 8 лет л/св.
Казанцев Иван Иванович
1894 г.р., место рождения - Челябинский округ, Челябинский район, д. Петровская, русский, проживал - Уральская обл., Челябинский район, д. Петровская, работал - Единоличное хозяйство, крестьянин-единоличник, арестован - 05.02.1930, осужден - 23.03.1930, мера наказания - 10 лет л/св.
Казанцев Леонтий Афанасьевич
1898 г.р., место рождения - Челябинский округ, Челябинский район, д. Петровская, русский, проживал - Уральская обл., Челябинский район, д. Петровская, работал - Единоличное хозяйство, крестьянин-единоличник, арестован - 05.02.1930, осужден - 23.03.1930, мера наказания - ВМН (дата не указана).
Казанцев Максим Афанасьевич
1904 г.р., место рождения - Челябинский округ, Челябинский район, д. Петровская, русский, проживал - Уральская обл., Челябинский район, д. Петровская, работал - Единоличное хозяйство, крестьянин-единоличник, арестован - 05.02.1930, осужден - 23.03.1930, мера наказания - 5 лет л/св.
Казанцев Матвей Павлович 1883 г.р., место рождения - Челябинская обл., Сосновский район, пос. Петровский, русский, партийность - б/п, образование - сельская школа, социальное происхождение - из крестьян (казаков), проживал - Челябинская обл., г. Челябинск, работал - больница ЧЭМК, старший счетовод, арестован - 11.06.1938, осужден - 01.11.1938, номер статьи УК РСФСР - 58-2; 58-9; 58-11, каким органом осужден - Тройка УНКВД СССР по Челябинской области, мера наказания - ВМН, дата расстрела - 22.11.1938 , дата реабилитации - 26.04.1957 , каким органом реабилитирован - Военный трибунал Уральского военного округа (ГУ ОГАЧО. Фонд - Р-467. Опись - 4. Дело - 608).
Казанцев Нефед Гаврилович
1893 г.р., место рождения - Челябинская обл., Сосновский район, пос. Петровка, русский, проживал - Челябинская обл., г. Копейск, пос. Горняк, работал - шахта №21, смазчик, арестован - 29.03.1938, осужден - 26.10.1938, мера наказания - ВМН, дата расстрела - 19.11.1938.
Казанцев Павел Андреевич
1893 г.р., место рождения - Челябинская обл., Сосновский район, с. Петровское, русский, партийность - б/п, образование - малограмотный, социальное происхождение - из крестьян (кулаков), проживал - Челябинская обл., г. Челябинск, работал - Кировский райкомхоз, бухгалтер, арестован - 03.12.1937, осужден - 08.12.1937, номер статьи УК РСФСР - 58-2; 58-9; 58-11, каким органом осужден - Тройка УНКВД СССР по Челябинской области, мера наказания - ВМН, дата расстрела - 27.12.1937 , дата реабилитации - 04.07.1956 (ГУ ОГАЧО. Фонд - Р-467. Опись - 3. Дело - 236, 262).
Казанцев Петр Андреевич
1900 г.р., место рождения - Челябинская обл., Сосновский район, Петровский с/с, русский, партийность - б/п, образование - малограмотный, социальное происхождение - из крестьян (кулаков), проживал - Челябинская обл., г. Челябинск, работал - "Главширпотреб", бухгалтер, арестован - 03.12.1937, осужден - 08.12.1937, номер статьи УК РСФСР - 58-2; 58-9; 58-11, каким органом осужден - Тройка УНКВД Челябинской области, мера наказания - ВМН, дата расстрела - 27.12.1937 , дата реабилитации - 04.07.1956 (ГУ ОГАЧО. Фонд - Р-467. Опись - 3. Дело - 236, 262).
Мысов Василий Владимирович
1893 г.р., место рождения - Челябинская обл., Сосновский район, с. Петровское, русский, проживал - Челябинская обл., Сосновский район, с. Петровское, работал - петровский молживсовхоз, штукатур, арестован - 21.11.1937, осужден - 02.12.1937, мера наказания - 10 лет ИТЛ.
Мысов Степан Владимирович
1890 г.р., место рождения - Челябинская обл., Сосновский район, с. Петровское, русский, проживал - Челябинская обл., Сосновский район, с. Полетаево-2, работал - Полетаевский молочный завод, директор, арестован - 20.11.1937, осужден - 02.12.1937, мера наказания - ВМН, дата расстрела - 22.12.1937.
Смолин Андрей Дмитриевич
1896 г.р., место рождения - Челябинский округ, Челябинский район, пос. Петровский, русский, проживал - Уральская обл., Челябинский район, д. Петровская, работал - Единоличное хозяйство, крестьянин-единоличник, арестован - 03.02.1930, осужден - 23.03.1930, мера наказания - 10 лет л/св.
Смолин Дмитрий Александрович
1870 г.р., место рождения - Челябинский округ, Челябинский район, пос. Петровский, русский, проживал - Уральская обл., Челябинский район, д. Петровка, работал - Единоличное хозяйство, крестьянин-единоличник, арестован - 04.02.1930, осужден - 23.03.1930, мера наказания - ВМН (дата не указана).
Смолин Елисей Анистифорович
1902 г.р.,  место рождения - Челябинский округ, Челябинский район, пос. Петровский, русский, проживал - Уральская обл., Челябинский район, д. Петровка, работал - Единоличное хозяйство, крестьянин-единоличник, арестован - 03.02.1930, осужден - 23.03.1930, мера наказания - ВМН (дата не указана).
Смолин Петр Анистифорович
1898г., с. Петровское, ныне Челябинской обл. Ссыльный. Начальник затона связи, г. Ханты-Мансийск. Арестован 17.6.1938г. Осужден "тройкой" Омского УНКВД 13.9.1938г. Расстрелян в Омске 23.10.1938г. Реабилитирован 03.04.1961г.
Смолин Павел Михайлович
1913 г.р., место рождения – Уральская обл. Челябинский р-н, с. Петровское, русский, проживал - Уральская обл. Челябинский р-н, с. Петровское, работал – техникум, учащийся, арестован – 24.02.1933, мера наказания – 29.04.1933-1931 дело прекращено, из под стражи освобожден.
Смолин Федор Михайлович
1907 г.р., место рождения – Уральская обл. Челябинский р-н с. Петровское, русский, проживал - Уральская обл. Челябинский р-н с. Петровское, работал – колхоз «Красная Армия», колхозник, арестован – 26.02.1933, мера наказания - дело прекращено, из под стражи освобожден.

##### Раскулаченные и высланные жители посёлка Петровского
Беляев Миней Ефремович с семьёй;
Казанцев Гаврил Ипатович с семьёй;
Яблоков Василий Дмитриевич с семьёй;
Был раскулачен и выслан  вместе с семьёй бывший лейб-гвардеец, трижды георгиевский кавалер Евстигней Алексеевич Беляев 44 г., его жена Кристинья 42 г., дочери Мария 9 л., Зинаида 6 л. и Александра 2 г.
Неизвестна дальнейшая судьба многих зажиточных  жителей Петровки: Анистифора Александровича Смолина, Никиты Васильевича Смолина, Афанасия Федоровича Казанцева, Владимира Федоровича Мысова, Ивана Сергеевича Коркина, Макария Самойловича Казанцева,  Антона Петровича Пастухова, Михаила Михеевича Мысова, Фрола Михайловича Кащеева  и др.
Репрессии 1930-х годов буквально выкосили местное казачество. Раскулачивали и арестовывали даже некоторых середняков, лояльных советской власти, таких, как Матвей Павлович Казанцев. Очень многие бросали дома и имущество и уезжали в Челябинск и Копейск на заводы и шахты.
Во время Великой Отечественной войны большинство мужчин посёлка ушли на фронт, вернулись немногие. Погибли, умерли от ран и пропали без вести жители деревень Петровского сельсовета: Парфион Андриянович Казанцев 1916 г. р., Кузьма Родионович Ченчиков 1912 г. р., Павел Григорьевич Евсиков, Колесников Иван Захарович, Пётр Илларионович Лавриненко, Андрей Евстигнеевич Лавриненко, Николай Борисович Коркин 1924 г. р., Иван Алексеевич Кошкаров 1924 г. р., Фёдор Данилович Кошкаров, Виктор Фёдорович Кораблёв 1918 г. р.
После войны колхоз «Красная армия»  был переименован в колхоз имени С.М. Кирова. Председателем колхоза был Иван Яковлевич Смолин.
В 1953 году произошло объединение с Красноармейским совхозом, затем отделен Козыревский совхоз, куда вошли существующие ныне в Озерном сельском поселении посёлки и деревни, позднее, в  1971 г. образовался совхоз «Петровский».
  С 1971 года на территории поселка располагались центральная усадьба и 1-е отделение совхоза «Петровский», далее — отделение ОАО «СХП «Петровское», которое просуществовало до 2005 года.

## География
Посёлок находится на берегу озера Второго. С восточной стороны посёлка раскинулось озеро Третье. Болотистые луга между этими озёрами носят название Мочище Этот топоним до сих пор употребляется в нашей местности в значении  сырой, болотистой низины. С северной стороны посёлка расположены березовые перелески и бывшие сельскохозяйственные угодья. Народная память сохранила названия полей, принадлежавших  когда-то местным казакам братьям Борису и Поликарпу Коркиным: Борисово поле с северной стороны автодороги «Иртыш», от перекрёстка с Метлинской улицей до микрорайона Петровский-2 и Поликарпово поле северо-западнее посёлка между новым микрорайоном с улицами Лесной, Берёзовой, Родниковой и СНТ «Лесная поляна». Северо-восточнее СНТ «Лесная поляна» располагается Харисова полоса — бывшее совхозное поле, ныне представляющее собой сухой луг, названное по имени тракториста из д. Круглое, впервые его распахавшего. Западнее микрорайона Петроград, между Вторым озером и федеральной автодорогой «Иртыш» находится урочище Заливы, представляющее собой небольшие изолированные и соединённые с озером водоёмы, окружённые кустарником и болотной растительностью.

## Население
| 2002 | 2008  | 2010  |
| ---- | ----- | ----- |
| 1584 | ↗1662 | ↗1735 |

## Инфраструктура
- МДОУ «Детский сад № 7 «Петушок»,
- МОУ «Петровская средняя общеобразовательная школа»,
- дом культуры,
- отделение «Почты России» № 12,
- музыкальная школа,
- фельдшерско-акушерский пункт.

## Транспорт
Основной трассой, соединяющей посёлок с другими населёнными пунктами, является федеральная автодорога Р-254 «Иртыш»
Расстояние до областного центра города Челябинска составляет 5,1 км, до посёлка Вахрушево в составе города Копейска — 4 км.